# ホルムーティア (小惑星)
ホルムーティア (805 Hormuthia) は小惑星帯の小惑星である。ドイツの天文学者マックス・ヴォルフがハイデルベルクのケーニッヒシュトゥール天文台で発見した。
近日点ではカークウッドの空隙のすぐそばまで達する楕円軌道を公転する。
ドイツの天文学者アウグスト・コプフの妻であるホルムス・コプフにちなんで命名された。
2006年2月に茨城県で掩蔽が観測された。